# Биогени амин
Биогени амин је биогена супстанца са једном или више аминских група. То су основна азотна једињења настала углавном декарбоксилацијом аминокиселина или аминацијом и трансаминацијом алдехида и кетона. Биогени амини су органске базе мале молекулске тежине и синтетишу се микробним, биљним и животињским метаболизмом. У храни и пићима настају ензимима сировина или настају микробном декарбоксилацијом аминокиселина.

## Списак значајних биогених амина

### Моноамини
Неки истакнути примери биогених моноамина укључују:

#### Моноамински неуротрансмитери

##### Имидазол
- Хистамин – супстанца изведена из аминокиселине хистидина која делује као неуротрансмитер који посредује узбуђење и пажњу, као и проинфламаторни сигнал који се ослобађа из мастоцита као одговор на алергијске реакције или оштећење ткива. Хистамин је такође важан стимуланс лучења ХЦл у желуцу преко хистаминских Х2 рецептора.

##### Индоламини
- Серотонин – неуротрансмитер централног нервног система који потиче од аминокиселине триптофана укључен у регулисање расположења, сна, апетита и сексуалности.

##### Три катехоламинска неуротрансмитера:
- Норепинефрин (норадреналин) – неуротрансмитер укључен у спавање и будност, пажњу и понашање у храњењу, као и хормон стреса који ослобађају надбубрежне жлезде који регулише симпатички нервни систем.
- Епинефрин (адреналин) – хормон стреса надбубрежне жлезде, као и неуротрансмитер присутан на нижим нивоима у мозгу.
- Допамин – неуротрансмитер укључен у мотивацију, награду, зависност, јачање понашања и координацију кретања тела.

#### Амини у траговима (ендогени амини који активирају људски ТААР1 рецептор)
- Фенетиламини (везани за катехоламине):
- Фенетиламин[2]
- Н-метилфенетиламин[3] (ендогени изомер амфетамина)
- фенилетаноламин[4]
- м-тирамин[4]
- п-тирамин[4]
- 3-метокситирамин[4]
- Н-метилтирамин[4]
- м-октопамин[4]
- п-октопамин[4]
- синефрин[4]

##### Једињења тиронамина:
- 3-јодотиронамин[4]
- Триптамин[4]

#### Триптамини
- Н-метилтриптамин[5]
- Н,Н-диметилтриптамин[5]

#### Други биогени моноамини
- триметиламин
- Триметиламин Н-оксид
- Индолеамини
- Мелатонин
- 6-Хидрокимелатонин
- Н-ацетилсеротонин
- полиамини

Примери значајних биогених полиамина укључују:
- агматин[6]
- кадаверин[6]
- путресцин[6]
- спермин[6]
- спермидин[6]

## Физиолошки значај
Постоји разлика између ендогених и егзогених биогених амина. Ендогени амини се производе у многим различитим ткивима (на пример: адреналин у медули надбубрежне жлезде или хистамин у мастоцитима и јетри). Амини се преносе локално или путем крвног система. Егзогени амини се директно апсорбују из хране у цревима. Алкохол може повећати брзину апсорпције. Моноамин оксидаза (МАО) разлаже биогене амине и спречава прекомерну ресорпцију. МАО инхибитори (МАОИ) се такође користе као лекови за лечење депресије како би спречили МАО да разгради амине важне за позитивно расположење.

## Значај у храни
Биогени амини се могу наћи у свим намирницама које садрже протеине или слободне аминокиселине и налазе се у широком спектру прехрамбених производа укључујући рибље производе, месне производе, млечне производе, вино, пиво, поврће, воће, орашасте плодове и чоколаду. У неферментисаној храни присуство биогених амина је углавном непожељно и може се користити као индикација за микробно кварење. У ферментисаној храни може се очекивати присуство многих врста микроорганизама, од којих су неки способни да производе биогене амине. 
Показало се да неке бактерије млечне киселине изоловане из комерцијалног флашираног јогурта производе биогене амине. Они играју важну улогу као извор азота и прекурзора за синтезу хормона, алкалоида, нуклеинских киселина, протеина, амина и компоненти ароме хране. Међутим, храна која садржи велике количине биогених амина може имати токсиколошке ефекте.

### Одређивање биогених амина у винима
Биогени амини су природно присутни у грожђу или се могу појавити током процеса винификације и старења, углавном због активности микроорганизма. Када су присутни у винима у великим количинама, биогени амини могу изазвати не само органолептичке недостатке већ и штетне ефекте код осетљивих људи, наиме због токсичности хистамина, тирамина и путресцина. Иако не постоје законска ограничења за концентрацију биогених амина у винима, неке европске земље препоручују само максималне границе за хистамин.
У том смислу, биогени амини у винима су широко проучавани. Одређивање амина у винима се обично постиже течном хроматографијом, коришћењем реагенса за дериватизацију како би се унапредило њихово одвајање и детекција. Алтернативно, друге обећавајуће методологије су развијене коришћењем капиларне електрофорезе или биосензора, откривајући ниже трошкове и брже резултате, без потребе за кораком дериватизације. Још увек је изазов развити брже и јефтиније технике или методологије за примену у винској индустрији.